# 麦贤得
麦贤得（1945年—），男，汉族，广东省饶平县人，中国人民解放军海军战斗英雄。

## 生平
1945年，麦贤得出生在一个船民家庭，祖父、父亲均系船民。解放前，祖父饿死，伯父被恶霸活埋，父亲曾遭日本海军毒打，船只也被烧毁。1964年3月，参加中国人民解放军。1965年8月，加入中国共产党。参军后来到广东虎门沙角海军联合学校学习。毕业后分配到中国人民解放军海军护卫艇第41大队4中队611号护卫艇当机电兵。
1965年8月5日晨，台湾方面的中华民国海军巡防第2舰队大型猎潜舰“剑门”号、小型猎潜舰“章江”号自台湾左营港出航，傍晚驶到福建省东山岛东南的兄弟屿海域。中国人民解放军海军南海舰队令汕头水警区准备战斗。当日23时13分，汕头水警区4艘护卫艇、6艘鱼雷艇奉命出击。8月6日1时42分，护卫艇群发现目标。2时51分，开始集中攻击“章江”号，3时33分将该舰击沉。在战斗中，麦贤得所在的611号护卫艇机舱中弹，机电兵均负伤。弹片击中麦贤得的前额，导致脑组织外露。麦贤得苏醒后，已无法说话，这时艇舱进水，情况危急。麦贤得顽强回到机器旁坚守岗位3小时，直到战斗胜利，他才陷入昏迷。这次战斗即八六海战。

战后，麦贤得荣立个人一等功。1966年2月4日，中国共产主义青年团中央委员会授予其“模范共青团员”称号。1966年2月23日，中华人民共和国国防部授予其“战斗英雄”称号。麦贤得由此成为全国知名的英雄模范。1967年12月3日，海军学习毛主席著作积极分子代表大会在北京人民大会堂召开，会前毛泽东等党和国家领导人单独接见战斗英雄麦贤得、舒积成等几位代表。麦贤得先后出席1987年、2007年全军英雄模范代表会议。曾任中国人民解放军海军汕头水警区副司令员，大校军衔。2007年，从中国人民解放军海军广州保障基地副司令员岗位上退休。

由于脑部受重伤，麦贤得的语言表达能力、记忆力几乎全部丧失，并患有严重的外伤性癫痫。1971年九一三事件发生后，由于毛泽东接见麦贤得的照片上有林彪在旁边，有人便说麦贤得是林彪树立的假英雄，麦贤得在汕头水警区一度遭到攻击。1972年，李玉枝和麦贤得结婚。婚后李玉枝悉心照顾麦贤得，麦贤得的癫痫从1990年代中期起便没有复发，麦贤得还在李玉枝的帮助下爱上了练习书画。麦贤得的另一大爱好是养花。麦贤得和李玉枝育有一子一女，后来都考入海军院校学习。
2017年7月，中央军委主席习近平签署命令，授予麦贤得等10位同志“八一勋章”。2017年7月28日，中央军委颁授“八一勋章”和授予荣誉称号仪式在北京八一大楼举行，中共中央总书记、国家主席、中央军委主席习近平向麦贤得等10位“八一勋章”获得者颁授勋章和证书。这是“八一勋章”首次颁授。麦贤得同时获授“意志坚强、不怕牺牲的钢铁战士”荣誉称号。2019年9月16日，被授予“人民英雄”国家荣誉称号。

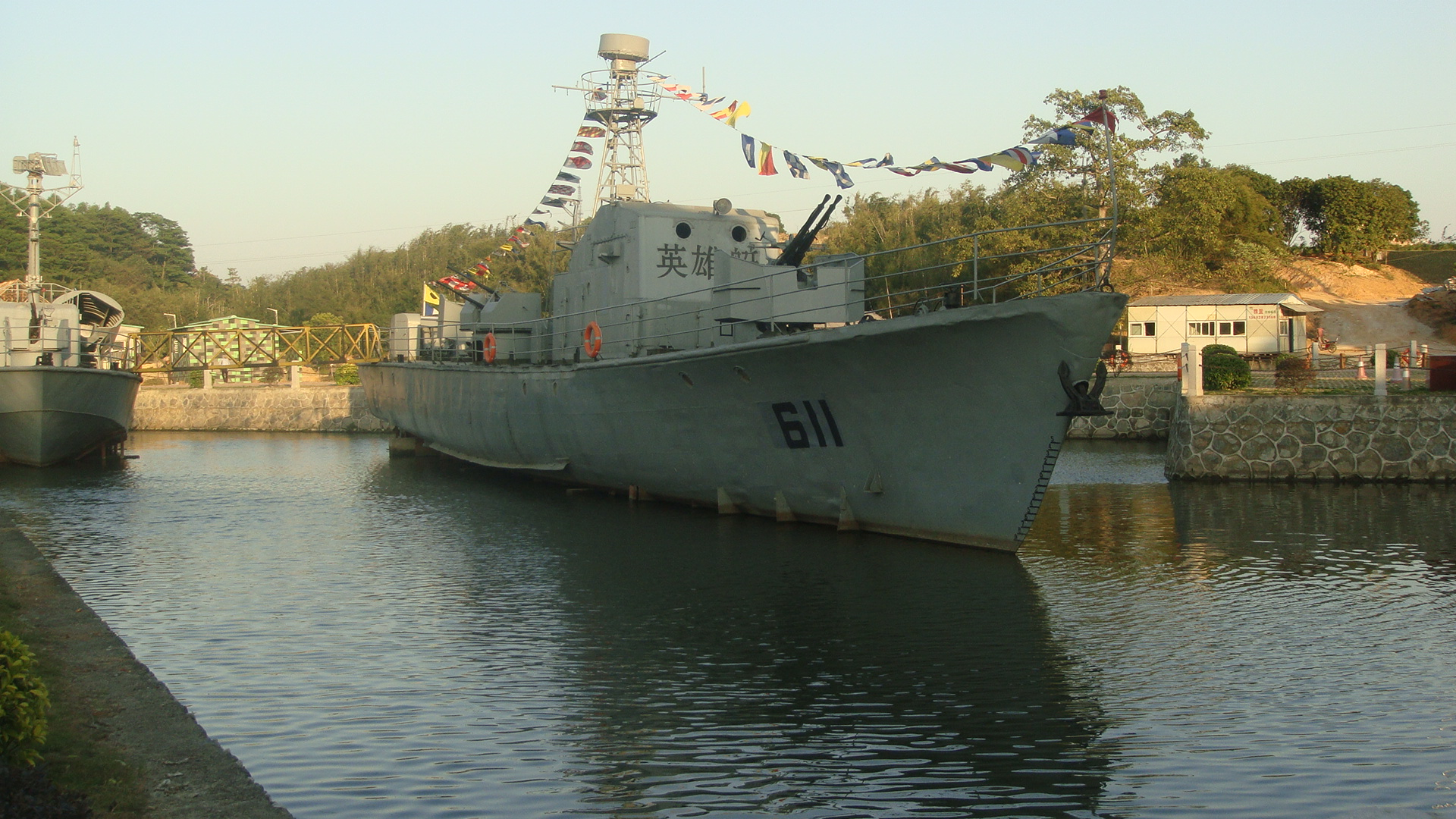
611艇